# Сапфір (футбольний клуб)
Сапфір — український футбольний клуб із міста Краматорськ Донецької області. Проводив домашні матчі на стадіоні «Блюмінг».
Заснований 7 вересня 2008 року.
Почесний президент — Алієв Юрій Михайлович
Президент — Алієв Олександр Юрійович
Віце президент — Медяник Олександр Юрійович
Головний тренер — Федоренко Роман Юрійович
Лікар — Зосімов В'ячеслав Васильович
Володар Кубка Донецької області, Суперкубка Донецької області, Кубку «Донбасенерго», Кубка Губернатора Донецької області, Чемпіон Донецької області — 2017 та 2018 років.
Також виступав в Кубку України серед аматорів у сезонах 2017/18, 2018/19.